# Alice Bloch
Alice Bloch (geboren 16. August 1883 in Stuttgart; gestorben 27. April 1971 in Lengnau, Kanton Aargau) war eine schweizerisch-deutsche Gymnastiklehrerin und Autorin.

## Leben
Alice Bloch besaß als Tochter des Schweizer Staatsbürgers Joseph Bloch (1857–1900) zunächst die Schweizer Staatsbürgerschaft. Sie besuchte das Evangelische Töchterinstitut Stuttgart, 1896/1897 die Sekundarschule in Zürich und 1900/1901 ein Töchterinstitut in Lausanne. Anschließend absolvierte sie eine Ausbildung zur Krankenschwester an der Königlichen Chirurgischen Klinik und der Orthopädischen Universitätsklinik in Berlin, die sie mit dem Staatsexamen im Jahr 1910 abschloss. 1914 gründete sie in Stuttgart ihr Orthopädisch-gymnastisches Institut im Haus Neckarstraße 7b. Bei Ausbruch des Ersten Weltkriegs arbeitete sie kurz als Operations- und Saalschwester im Festungslazarett Breisach, wurde aber bald auf eigene Bitte entlassen, um ihr Institut in Stuttgart weiter betreiben zu können. Nach dem Ersten Weltkrieg studierte sie Funktionsgymnastik bei Hedwig Kallmeyer (1884–1948) nach dem System Bess Mensendieck mit Lehrdiplom. Bloch gab ab 1924 mehrere Schriften zur Funktionsgymnastik und zur rhythmischen Gymnastik für Kinder und Frauen heraus.
Sie heiratete 1927 den Zahnarzt Wilhelm Tank, von dem sie sich 1932 scheiden ließ. Durch die Ehe mit dem Deutschen verlor sie die Schweizer Staatsbürgerschaft und hatte dadurch später Schwierigkeiten, in die Schweiz zu emigrieren. Ihr Bruder, der Architekt Oskar Bloch (1881–1937), baute für sie 1929–1930 das Haus Zeppelinstraße 32 in Stuttgart, in dem dann ihr orthopädisch-gymnastisches Institut bis 1938 untergebracht war. Nach der Machtübernahme durch die Nationalsozialisten betrieb die Israelitische Religionsgemeinschaft Württembergs dort für die Reichsvertretung der Deutschen Juden von 1935 bis 1938 unter ihrer Leitung eine jüdische Sportschule zur Ausbildung von jüdischen Sportlehrern für die jüdischen Schulen im Deutschen Reich. In dieser Zeit wurden 70 Sportlehrer ausgebildet, unter ihnen Hannelore Goldschmidt.
Bloch emigrierte im Oktober 1938 in die Schweiz und erhielt am 27. August 1942 in Zürich das Schweizer Bürgerrecht zurück, das sie von 1883 bis 1927 besessen hatte. 1954 verlegte sie ihren Wohnsitz nach Adliswil und emigrierte um 1962 nach Israel, wo ihre Schwester Marta lebte. Dort wohnte sie in einem Altersheim in Nahariya, kehrte aber schon am 3. Juli 1963 zurück nach Zürich, wo sie bei Verwandten wohnte. 1967 zog sie in das jüdische Altersheim Lengnau, wo sie am 27. April 1971 starb.

## Schriften (Auswahl)

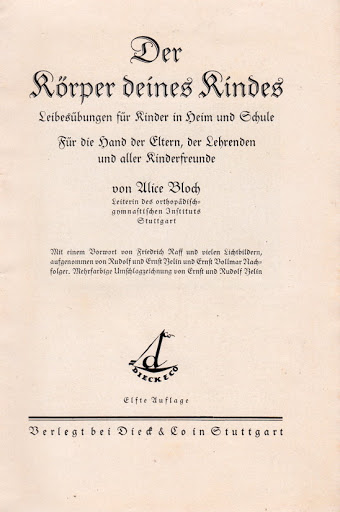
Der Körper deines Kindes

- Der Körper deines Kindes. Leibesübungen für Kinder in Heim und Schule. Für die Hand der Eltern, der Lehrenden und aller Kinderfreunde. Dieck, Stuttgart 1924.
- Kindergymnastik im Spiel. Ein neues Buch zur Gesundung deines Kindes. Für die Hand der Eltern, der Lehrenden und aller Kinderfreunde. Dieck, Stuttgart 1927.
- Harmonische Schulung des Frauenkörpers. Nach gesundheitlichen Richtlinien in Bildern und Merkworten. Dieck, Stuttgart 1926 (2. Auflage 1927).
- Rank und schlank. Harmonische Schulung des Frauenkörpers. Dieck, Stuttgart 1932.
  - in Übersetzung: The Body Beautiful. Physical Culture for Women. Bodley Head, London 1933.
- Rhythmische Gymnastik. (1933) In: Michael Andritzky, Thomas Rautenberg (Hrsg.): „Wir sind nackt und nennen uns Du“. Von Lichtfreunden und Sonnenkämpfern. Eine Geschichte der Freikörperkultur. Anabas, Gießen 1989, ISBN 3-87038-142-6.